# Iolanda Balaș
Iolanda Balaș ((hu) : Balázs Jolán) (Timișoara, 12 december 1936 – Boekarest, 11 maart 2016) was een Roemeense hoogspringster. Ze werd tweevoudig olympisch kampioene, driemaal Europees kampioene (tweemaal outdoor en eenmaal indoor), meervoudig Roemeens kampioene en verbeterde veertien maal het wereldrecord hoogspringen, waarbij ze het record van 1,75 m in 1956 in vijf jaar tijd op 1,91 bracht. Ze behoort tot de beste hoogspringsters aller tijden en domineerde tussen 1957 en 1967 het hoogspringen zodanig, dat zij 150 maal achter elkaar ongeslagen bleef, wat eveneens een record is.

## Biografie

### Start atletiekloopbaan
Iolanda Balaș is geboren in Timișoara en heeft een Hongaarse moeder en een Roemeense vader. Ze had een lengte van 1,85 en vrij lange benen. Via voormalig hoogspringer Luise Ernst-Lupsa kwam ze in aanraking met de atletiek. Ze maakte haar debuut in 1949. Bij het hoogspringen bediende ze zich van de schaarsprong.
Op de Europese kampioenschappen van 1954 in Bern won ze een zilveren medaille. Met een beste poging van 1,65 eindigde ze achter de Britse Thelma Hopkins (goud; 1,67) en voor de Tsjecho-Slowaakse Olga Modrachová (brons; 1,63). Dat jaar won ze het hoogspringen tijdens de universiade.

### Olympisch debuut
In 1956 maakte Balaș haar olympisch debuut op de Olympische Spelen van Melbourne. Hierbij behaalde ze een vijfde plaats in 1,67. Deze wedstrijd werd gewonnen door de Amerikaanse Mildred McDaniel, die negen centimeter hoger sprong en het wereldrecord verbeterde. Hierna verloor ze geen wedstrijden meer en was ze tien jaar lang ongeslagen bij nationale en internationale wedstrijden.

### Overmacht
In haar sportcarrière won Iolanda Balaș bij verschillende grote internationale wedstrijden het hoogspringen met overmacht, waaronder op de Olympische Spelen van 1960 (met 14 cm voorsprong!) en 1964 (10 cm voorsprong), Europese kampioenschappen (1968, 1962) en de Europese indoorkampioenschappen (1966). Ze gaf te kennen, dat het goed voor haar prestaties zou zijn als ze meer tegenstand zou krijgen, want vaak zat er tussen haar en de eerstvolgende hoogspringster ten minste 10 cm verschil. Pas in juni 1967 moest ze voor de hoogste eer passen, doordat ze vanwege een blessure niet optimaal kon presteren. In datzelfde jaar zette ze ook een punt achter haar sportieve loopbaan. Ze zei dat haar benen niet meer wilden wat zij wilde. Haar laatste wereldrecord (1,91 - 16 juli 1967 - Sofia) hield tien jaar stand en werd pas in 1977 verbeterd tot 1,92 door de Oostenrijkse Ilona Gusenbauer.
Iolanda Balaș werd getraind door de Roemeen Ioan Soter (Hongaars: Sőtér János), ex-hoogspringer met een persoonlijk record van 2,05 m, met wie ze later trouwde. Hij was leraar lichamelijke opvoeding in Boekarest, zelf een succesvol hoogspringer (6e OS 1952, PR 2,055) en van 1988 tot 2005 president van de Roemeense atletiekfederatie.
In 2012 werd ze opgenomen in de IAAF Hall of Fame.

## Titels
- Olympisch kampioene hoogspringen - 1960, 1964
- Europees kampioene hoogspringen - 1958, 1962
- Europees indoorkampioene hoogspringen - 1966
- Brits AAA-kampioene hoogspringen - 1962, 1963
- Balkan kampioene hoogspringen - 1957, 1958, 1959, 1960, 1961, 1962, 1963, 1964, 1965
- Universiade kampioene hoogspringen - 1957, 1959, 1961
- World Student Games kampioene hoogspringen - 1954, 1955, 1957, 1959, 1962
- Roemeens kampioene hoogspringen - 1959, 1960, 1961, 1962, 1963, 1964, 1965, 1966

## Persoonlijke records
| Onderdeel    | Prestatie | Datum        | Plaats |
| ------------ | --------- | ------------ | ------ |
| hoogspringen | 1,91 m    | 16 juli 1961 | Sofia  |

## Wereldrecords
| Hoogte (m) | Datum             | Plaats        |
| ---------- | ----------------- | ------------- |
| 1,75       | 14 juli 1956      | Boekarest     |
| 1,76       | 13 oktober 1957   | Boekarest     |
| 1,78       | 7 juni 1958       | Boekarest     |
| 1,80       | 22 juni 1958      | Cluj          |
| 1,81       | 31 juli 1958      | Poiana Brașov |
| 1,82       | 04 oktober 1958   | Boekarest     |
| 1,83       | 18 oktober 1958   | Boekarest     |
| 1,84       | 21 september 1959 | Boekarest     |
| 1,85       | 6 juni 1960       | Boekarest     |
| 1,86       | 10 juli 1960      | Boekarest     |
| 1,87       | 15 april 1961     | Boekarest     |
| 1,88       | 18 juni 1961      | Warschau      |
| 1,90       | 8 juli 1961       | Boedapest     |
| 1,91       | 16 juli 1961      | Sofia         |

## Palmares

### hoogspringen
- 1954:  World Student Games (onofficieel) - 1,61 m
- 1954:  EK - 1,65 m
- 1955:  World Student Games - 1,66 m
- 1956: 5e OS - 1,67 m
- 1957:  World Student Games - 1,66 m
- 1957:  Universiade - 1,66 m
- 1958:  EK - 1,77 m
- 1959:  World Student Games - 1,75 m
- 1959:  Universiade - 1,80 m
- 1960:  OS - 1,85 m
- 1961:  Universiade - 1,85 m
- 1962:  World Student Games - 1,84 m
- 1962:  Britse AAA-kamp. - 1,83 m
- 1962:  EK - 1,83 m
- 1963:  Britse AAA kamp. - 1,70 m
- 1964:  OS - 1,90 m
- 1966:  EK indoor - 1,76 m

## Onderscheidingen
- IAAF Hall of Fame - 2012

1928: Ethel Catherwood ·
1932: Jean Shiley ·
1936: Ibolya Csák ·
1948: Alice Coachman ·
1952: Esther Brand ·
1956: Mildred McDaniel ·
1960: Iolanda Balaș ·
1964: Iolanda Balaș ·
1968: Miloslava Rezková ·
1972: Ulrike Meyfarth ·
1976: Rosemarie Ackermann ·
1980: Sara Simeoni ·
1984: Ulrike Meyfarth ·
1988: Louise Ritter ·
1992: Heike Henkel ·
1996: Stefka Kostadinova ·
2000: Jelena Jelesina ·
2004: Jelena Slesarenko ·
2008: Tia Hellebaut ·
2012: Anna Tsjitsjerova ·
2016: Ruth Beitia ·
2020: Maria Lasitskene ·
2024: Jaroslava Mahoetsjich